# Henny Fidder
Henny Fidder is een Nederlands triatlete. 
Fidder behaalde in 1985 een bronzen medaille bij het Nederlands kampioenschap triatlon op de lange afstand, dat dat jaar in Almere werd gehouden. Met een tijd van 12:07.08 eindigde ze achter Carla Krauwel (goud; 11:15.25) en Marjan Kiep (zilver; 11:39.12).

## Belangrijke prestaties

### triatlon
- 1985:  NK lange afstand in Almere (12:07.08)